# Бісульфат калію
Бісульфат калію або гідросульфат калію — неорганічна сполука з хімічною формулою KHSO4, яка є калієвою кислою сіллю сульфатної кислоти. Це біла водорозчинна тверда речовина.

## Отримання
У 1985 році на початковому етапі Мангеймського процесу виробництва сульфату калію було вироблено понад 1 млн. тонн. Відповідним перетворенням є екзотермічна реакція хлориду калію та сірчаної кислоти:
KCl + H2SO4  →  HCl + KHSO4
Бісульфат калію є побічним продуктом у виробництві азотної кислоти з нітрату калію та сірчаної кислоти:
KNO3 + H2SO4  →  KHSO4 + HNO3

## Хімічні властивості
При термічному розкладанні бісульфату калію утворюється піросульфат калію:
2 KHSO4  →  K2S2O7 + H2O
Вище 600 °C піросульфат калію перетворюється на сульфат калію та триоксид сірки:
K2S2O7  →  K2SO4 + SO3

## Використання
Бісульфат калію зазвичай використовується для приготування гідротартрату калію для виноробства. Бісульфат калію також використовується як розпушувач в аналітичній хімії або як прекурсор для отримання персульфату калію, який є сильним окисником.

## Поширення
Меркаліт є мінералогічною формою бісульфату калію, зустрічається вкрай рідко. Мізеніт є іншою більш складною формою бісульфату калію з формулою K8H6(SO4)7.